# Andrzej Janicki (szlachcic)
Andrzej Janicki herbu Rola – polski szlachcic, sędzia ziemski lwowski w latach 1775–1778, pisarz ziemski lwowski w latach 1765–1773, sędzia grodzki żydaczowski w latach 1763–1765, sędzia kapturowy powiatu żydaczowskiego w 1764 roku.
W 1764 roku był elektorem Stanisława Augusta Poniatowskiego z ziemi halickiej i posłem tej ziemi na sejm elekcyjny.